# Zespół Costena
Zespół Costena – jedna z chorób narządu części twarzowej czaszki. Jest spowodowana dynamicznymi zaburzeniami czynności stawu żuchwowego. Główną dolegliwość stanowią bóle w zakresie twarzy i głowy. Są to bóle niestałe, pojawiające się przy dłuższym mówieniu lub żuciu. Ból występuje głównie w okolicy stawu skroniowo-żuchwowego, skąd promieniuje do ucha, żuchwy, skroni lub potylicy.